# Horcajo de Santiago
Horcajo de Santiago é um município da Espanha, na província de Cuenca, comunidade autônoma de Castela-Mancha. Tem 96,03 km² de área e em 2021 tinha 3 545 habitantes (densidade: 36,9 hab./km²). Limita com os municípios de Torrubia del Campo, Pozorrubio, Villamayor de Santiago, Cabezamesada, Santa Cruz de la Zarza, Fuente de Pedro Naharro e El Acebrón.